# فبلت
فبلت (به انگلیسی: Phablet) اصطلاح تازه‌ای است که از ترکیب دو کلمهٔ فون (به انگلیسی: Phone) و تبلت (به انگلیسی: Tablet) ساخته شده‌است و به ابزارهایی با صفحهٔ لمسی گفته می‌شود که خصوصیات تلفن همراه و تبلت را دارد، از تلفن همراه بزرگ‌تر و از تبلت کوچک‌تر است و دارای اندازه‌ای بین ۵ اینچ تا ۶٫۹ اینچ است.
تعریف دیگر برای فبلت: ابزاری دارای صفحهٔ لمسی با قلم است که از تبلت کوچک‌تر و از تلفن همراه بزرگ‌تر است. اصطلاح فبلت اولین بار توسط دو وبگاه فنّاوری فوربز و انگجت مطرح شد. اولین فبلت معرفی‌شده از شرکت دل به نام Streak بود که تجربه‌ای ناموفق برای این شرکت بود.
اولین فبلت موفق در سال ۲۰۱۱ توسط سامسونگ با نام گلکسی نوت معرفی شد.
خانواده سامسونگ گلکسی اس 24 نیز یکی از قدرت‌مندترین فبلت‌های ارائه‌شده تا امروز توسط شرکت سامسونگ است.
امروزه بیشتر موبایل های تولید شده فبلت هستند بخاطر صفحه نمایش بزرگ خود .

## برخی محصولات این رده
- {سامسونگ گلکسی(A50)}*
- اچ‌تی‌سی وان مکس
- جی‌ال‌ایکس جی۶
- نوکیا لومیا ۱۵۲۰
- فبلت‌های سامسونگ گلکسی
  - گلکسی نوت اج
  - گلکسی نوت ۷
  - گلکسی نوت ۸
  - گلکسی نوت ۹
  - سامسونگ گلکسی اس۲۰
  - سامسونگ گلکسی اس۲۰ فن ادیشن
  - سامسونگ گلکسی نوت 4
  - سامسونگ گلکسی اس۵
- نکسوس ۶
- ال‌جی جی فلکس ۲
- ال‌جی جی۳
- هواوی اسند میت۷
- ایسوس زنفون
- شیائومی ردمی نوت ۸
- شیائومی ردمی نوت ۹s
- شیائومی mi 10t pro 5G